# Население на Индия
Населението на Индия през 2008 година е 1 147 995 904 души.

## Възрастов състав
(2007)
- 0–14 години: 30,8% мъже: 188 208 196 / жени: 171 356 024
- 15–64 години: 64,3% мъже: 386 432 921 / жени: 364 215 759
- над 65 години: 4,9% мъже: 27 258 259 / жени: 30 031 289

(2009)
- 0–14 години: 31,1% мъже: 190 075 426 / жени: 172 799 553
- 15–64 години: 63,6% мъже: 381 446 079 / жени: 359 802 209
- над 65 години: 5,3% мъже: 29 364 920 / жени: 32 591 030

Table 2: Прогноза (в милиони)
| Година | Под 15 | 15–64 | 65+ | Общо |
| ------ | ------ | ----- | --- | ---- |
| 2000   | 361    | 604   | 45  | 1010 |
| 2005   | 368    | 673   | 51  | 1093 |
| 2010   | 370    | 747   | 58  | 1175 |
| 2015   | 372    | 819   | 65  | 1256 |
| 2020   | 373    | 882   | 76  | 1331 |

## Коефициент на плодовитост
- 2009-2.72
- Хиндоисти -2
- Мюсюлмани-2.4
- Християни-2.1
- Синкхи-1.6
- Дравиди-1.4
- Племена-3.16
- други-2.89

## Естествен прираст
| Година | Раждаемост | Смъртност | Естествен прираст |
| ------ | ---------- | --------- | ----------------- |
| 2003   | (23.28 ‰)  | (8.49 ‰)  | (14.79 ‰)         |
| 2004   | (22.32 ‰)  | (8.28 ‰)  | (14.04 ‰)         |
| 2005   | (22.32 ‰)  | (8.28 ‰)  | (14.04 ‰)         |
| 2006   | (22.01 ‰)  | (8.18 ‰)  | (13.83 ‰)         |
| 2007   | (22.69 ‰)  | (6.58 ‰)  | (16.11 ‰)         |
| 2008   | (22.22 ‰)  | (6.4 ‰)   | (15.82 ‰)         |
| 2009   | (21.76 ‰)  | (6.23 ‰)  | (15.53 ‰)         |

## Етнически състав
Индия е страната с най-много народи в света (общо 281), с численост над 5000 души, като 30 от тях са с над 1 000 000 души – 98,7 % от населението на страната.
Най-голяма численост имат Индо-арийските народи (над 30 народа), като съставляват 73,2 % от населението (от тях хиндустанци - 38,1 %, бихарци - 14,2 %, бенгалци (западни) - 12,4 %, маратхи - 10,5 %, гуджаратци - 7,1 %, ория - 4,9 %, пенджабци - 3,6 %, раджастанци - 3,1 %, асамци - 2,3 %, кашмирци – 0,6 %, други – 3,2 %).
Втората по численост народи са от Дрависката група (28 народа), като съставляват 24,5 % от населението (от тях телугу - 34,2 %, тамили - 28,5 %, каннара - 16,7 %, малаяли - 16,5 %, гонди - 1,7 %, ораон – 0,9 %, други – 1,5 %).
Третата по численост народи са от Австро-азиатската група (12 народа), като съставляват 1,3 % от населението (от тях сантали - 55,1 %, мунда - 17,6 %, хо - 10,8 %, кхаси – 6,9 %, други – 9,6 %).
Четвъртата по численост народи са от Китайско-тибетската група (34 народа), като съставляват 0,8 % от населението (от тях манипур - 19,3 %, нага - 14,1 %, качари - 13,2 %, гаро – 10,6 %, други – 42,8 %).
Останалите народностни групи съставляват 0,2 % от населението на страната.

## Религия
(2001)
- 827 578 868 (80,5 %) – индуисти
- 100 008 240 (13,4 %) – мюсюлмани
- 24 080 016 (2,3 %) – християни
- 19 215 730 (1,9 %) – сикхисти

## Език
(2001)
- 422 048 642 (41,03 %) – хинди
- 83 369 769 (8,11 %) – бенгалски
- 74 002 856 (7,3 %) – телугу
- 71 936 894 (6,99 %) – маратхийски
- 60 793 814 (5,91 %) – тамилски
- 51 536 111 (5,01 %) – урду